# Евдокимова, Алефтина Николаевна
Алефти́на Никола́евна Евдоки́мова (при рождении Алла Николаевна Евдокимова; 6 октября 1939, Основа — 4 мая 2025, Москва) — советская и российская актриса театра и кино, Народная артистка РСФСР (1992).

## Биография
Родилась 6 октября 1939 года в историческом районе Харькова Основе. В 1963 году окончила актёрский факультет ВГИКа (мастерская Михаила Ромма) и вошла в труппу Малого театра (Москва). Кроме этого, в течение шести лет параллельно работала в театре «Сфера».
Скончалась 4 мая 2025 года в возрасте 85 лет в Москве. Похоронена в Москве на Троекуровском кладбище.

## Награды и премии
- Орден «За заслуги перед Отечеством» IV степени (9 августа 2019 года) — за большой вклад в развитие отечественной культуры и искусства, многолетнюю плодотворную деятельность[4]
- Орден Почёта (1 августа 2006 года) — за заслуги в области культуры и искусства и многолетнюю плодотворную деятельность[5]
- Орден Дружбы (25 октября 1999 года) — за большой вклад в развитие отечественной театральной культуры и в связи со 175-летием Государственного академического Малого театра России[6]
- Медаль «Ветеран труда»
- Медаль «В память 850-летия Москвы»
- Народная артистка РСФСР (8 января 1992 года) — за большие заслуги в области театрального искусства[7].
- Заслуженная артистка РСФСР (27 мая 1977 года) — за заслуги в области советского театрального искусства[8].
- почётная грамота Правительства России.
- почётный знак «Отличник шефства над Вооружёнными силами»

## Творчество

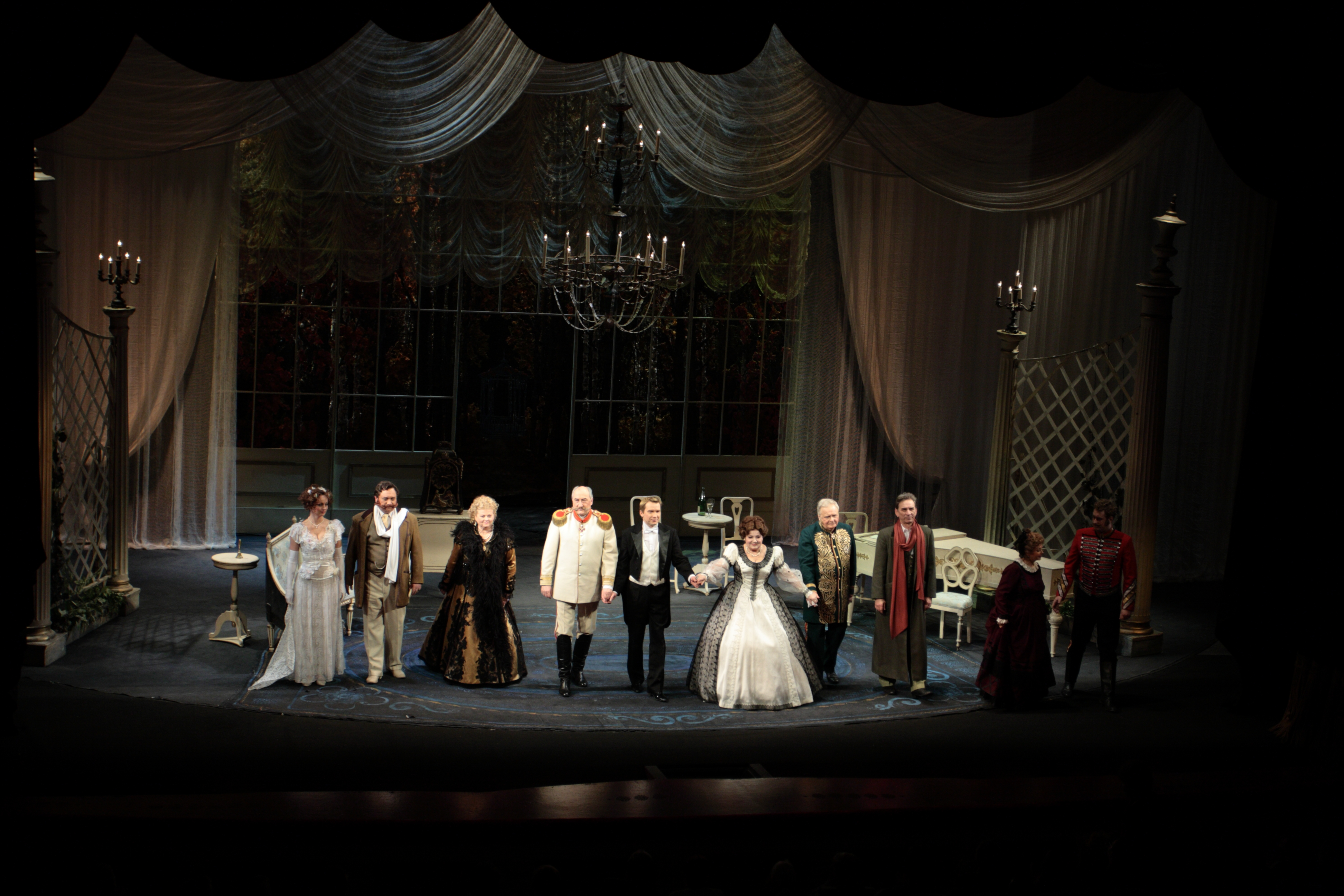
Малый театр. На всякого мудреца довольно простоты. Актёры. Слева направо: Машенька (О. Л. Пашкова), И. И. Городулин (А. В. Клюквин), К. Л. Мамаева (И. В. Муравьёва), Крутицкий (Б. В. Клюев), Е. Д. Глумов (А. В. Вершинин), С. И. Турусина (А. Н. Евдокимова), Н. Ф. Мамаев (В. И. Езепов), Голутвин (А. Ю. Ермаков), приживалка (Г. Г. Микшун или Н. П. Швец), Е. В. Курчаев (Г. Н. Скряпкин)

### Работы в театре
- 1963 — девушка. «Власть тьмы» Л. Н. Толстого
- 1963 — зрительница в суде. «Живой труп» Л. Н. Толстого
- 1963 — девушка. «Нас где-то ждут» А. Н. Арбузова
- 1963 — 2-я княжна. «Горе от ума» А. С. Грибоедова
- 1963 — гостья у Стесселя. «Порт-Артур» И. Попова, А. Степанова
- 1963 — Танцовщица. «Бабьи сплетни» К. Гольдони
- 1964 — 2-я леди. «Веер леди Уиндермиер» О. Уайльда
- 1964 — 2-я лоретка. «Госпожа Бовари» Г.Флобера
- 1964 — нищенка. «Гроза» А. Н. Островского
- 1964 — мисс Грэхем. «Веер леди Уиндермиер» О. Уайльда
- 1964 — Лола. «Украли консула!» Г.Мдивани
- 1964 — девушка. «Гроза» А. Н. Островского
- 1964 — гостья. «Иванов» А. П. Чехова
- 1964 — девушка с косичками. «Нас где-то ждут» А. Н. Арбузова
- 1964 — 2-я придворная дама. «Человек из Стратфорда» С. И. Алешина
- 1965 — эпизоды. «Умные вещи» С. Я. Маршака
- 1965 — 3-я лоретка. «Госпожа Бовари» Г.Флобера
- 1965 — 1-я девушка. «Власть тьмы» Л. Н. Толстого
- 1965 — барышня в голубом. «Дачники» М. Горького
- 1965 — Юлия. «Страница дневника» А. Корнейчука
- 1965 — Клара. «Доктор философии» Б. Нушича
- 1966 — Лена. «Твой дядя Миша» Г.Мдивани
- 1967 — леди Уиндермиер. «Веер леди Уиндермиер» О.Уайльда
- 1968 — Лилия. «Криминальное танго» Э. Ранета
- 1969 — Балабаница. «Золотое руно» А. Гуляшки
- 1969 — Амалия. «Разбойники» Ф. Шиллера
- 1970 — Абигайль. «Стакан воды» Э. Скриба
- 1970 — Настя. «Инженер» Е. Каплинской
- 1971 — Регина. «Привидения» Г.Ибсена
- 1971 — Липа. «Растеряева улица» по Г.Успенскому
- 1972 — Клавдия. «Фальшивая монета» М. Горького
- 1972 — Паулина. «Птицы нашей молодости» И. Друцэ
- 1974 — Юлия. «Одиннадцатая заповедь» Ф. Шамберка
- 1975 — Маша. «Касатка» А. Н. Толстого
- 1976 — Наташа. «Униженные и оскорбленные» Ф. М. Достоевского
- 1976 — официантка. «Вечерний свет» А. Н. Арбузова
- 1976 — Чернобривцева. «Ураган» А. Софронова
- 1977 — Джулия. «Заговор Фиеско в Генуе» Ф. Шиллера
- 1978 — Гаяне. «Головокружение» Г.Саркисяна
- 1978 — Вера Васильевна. «Вина» Л. Кургатникова
- 1980 — Маша. «Ивушка неплакучая» М. Алексеева
- 1980 — Ульяна. «Вызов» Г.Маркова, Э. Шима
- 1981 — Мадлен Петровна. «Агония» М. Крлежи
- 1982 — Сосипатра Семеновна. «Красавец-мужчина» А. Н. Островского
- 1982 — Клава. «Дикий Ангел» А. Коломийца
- 1983 — Алиса Польди. «Мой любимый клоун» В. Ливанова
- 1984 — Вера. «Рядовые» А. Дударева
- 1986 — Простакова. «Недоросль» Д. И. Фонвизина
- 1988 — Клара. «Дом на небесах» И. Губача
- 1989 — Лаура. «Отец» А. Стриндберга
- 1991 — Александра Федоровна. «…И аз воздам» С. Кузнецова
- 1993 — Евдокия Федоровна. «Царь Петр и Алексей» Ф. Горенштейна
- 1996 — Домна Пантелевна. «Таланты и поклонники» А. Н. Островского
- 1998 — Чебоксарова. «Бешеные деньги» А. Н. Островского
- 1998 — Жена Миллера. «Коварство и любовь» Ф.Шиллера
- 2003 — Гермина «Старый добрый ансамбль» И. Губача
- 2004 — Настасья Тимофеевна «Свадьба, свадьба, свадьба!» А. П. Чехова
- 2007 — Мария Федоровна Нагая «Царь Борис» А. К. Толстого
- 2009 — Софья Игнатьевна Турусина «На всякого мудреца довольно простоты» А. Н. Островского
- 2012 — генеральша Кукарникова «Дети Ванюшина» С. А. Найдёнова

### Фильмография
- 1963 — Серебряный тренер — Таня Лутенко, гимнастка, мастер спорта
- 1964 — Минута истории
- 1966 — Лабиринт — синьора
- 1967 — Северный свет — '
- 1968 — Крах — Любовь Ефимовна Дикгоф-Деренталь, соратница и подруга Савинкова
- 1969 — Чайковский — певица
- 1970 — Миссия в Кабуле — эпизод
- 1973 — Инженер — Настя
- 1973 — Сад
- 1974 — Поцелуй Чаниты — Анжела
- 1974 — Птицы нашей молодости — Паулина
- 1975 — Фальшивая монета — Клавдия
- 1975 — Я больше не буду — мать Вовы
- 1976 — Униженные и оскорблённые — Наташа
- 1978 — Версия полковника Зорина — Анна, любовница Козырца
- 1979 — Выгодный контракт — Люда Извекова, старший товаровед
- 1980 — Незваный друг — Людмила, жена Первака
- 1981 — Вызов — Ульяна Лисицына, дочь Михаила Семёновича
- 1981 — Крик тишины — Глафира
- 1981 — Полынь — трава горькая — Марта
- 1983 — Нежный возраст — Анна Ивановна Лопухова, мать младшего лейтенанта Кира
- 1984 — Берег его жизни — Мария Фёдоровна
- 1984 — Наследство — Тереза
- 1984 — Продлись, продлись, очарованье... — Татьяна, дочь Антона Николаевича, переводчица
- 1985 — Третье поколение — Галина
- 1986 — За явным преимуществом
- 1986 — Курьер — Мария Викторовна Кузнецова, мать Кати
- 1987 — Девятое мая
- 1990 — Недоросль — Простакова, жена
- 1993 — Маленькие человечки Большевистского переулка, или Хочу пива — Нина Ивановна, мать Толика
- 1996 — Короли российского сыска (Серия «Убийство Бутурлина»)
- 1998 — Царь Пётр и Алексей — Евдокия Фёдоровна, первая жена Петра I
- 2002 — Марш Турецкого (3 сезон, Кровавый отпуск) — мать Ирины
- 2004 — Стилет-2 — эпизод
- 2005 — Бешеные деньги
- 2005 — Верёвка из песка — Юлия Кирилловна
- 2005 — Звезда эпохи — мать поэта
- 2006 — Евлампия Романова. Следствие ведет дилетант-3 (Фильм № 7 «Канкан на поминках») — Евгения Павловна, соседка
- 2008 — Мальтийский крест — Наталья Павловна, бабушка наследника
- 2009 — Глухарь-2 (48-я серия «Тьма») — старушка
- 2009 — Нежные встречи — бабушка с внучкой в подъезде
- 2010 — Откричат журавли — Нелли Исааковна Завидовская, бабушка Юрия
- 2012 — МосГаз — Кира Ильинична, мать первой жены Черкасова
- 2014 — Палач — Кира Ильинична, мать первой жены Черкасова

### Озвучивание мультфильмов
- 1989 — Пришелец в капусте — коза
- 1990 — Пришелец Ванюша — коза
- 1991 — Ванюша и космический пират — коза
- 1993 — Ванюша и великан — коза